# SN 2000ax
SN 2000ax – supernowa odkryta 10 marca 2000 roku w galaktyce A084416-0043. W momencie odkrycia miała maksymalną jasność 20,60m.